# Kup Krešimira Ćosića 2014./15.
Kup Krešimira Ćosića za 2014./15. je dvadeset i četvrto izdanje ovog natjecanja kojeg je drugi put zaredom i treći ukupno osvojila Cedevita iz Zagreba.

## Rezultati

### Pretkolo
Igrano 9. i 10. prosinca 2014.
| klub1                   | rez.  | klub2        |
| ----------------------- | ----- | ------------ |
| Sonik Puntamika (Zadar) | 68:74 | Stoja (Pula) |
| Samobor                 | 87:70 | Vukovar      |

### Prvi krug
Igrano 17. i 18. prosinca 2014.
| klub1               | rez.  | klub2                           |
| ------------------- | ----- | ------------------------------- |
| Jolly JBŠ (Šibenik) | 85:75 | Split                           |
| Stoja (Pula)        | 91:96 | Ribola Kaštela (Kaštel Sućurac) |
| Zabok               | 82:68 | Vrijednosnice Osijek            |
| Samobor             | b.b.  | Slavonski Brod                  |

### Drugi krug
Igrano 20. i 21. prosinca 2014.
| klub1                  | rez.  | klub2                           |
| ---------------------- | ----- | ------------------------------- |
| Zabok                  | 83:82 | Šibenik                         |
| Samobor                | 63:97 | Alkar (Sinj)                    |
| Zagreb                 | 87:86 | Jolly JBŠ (Šibenik)             |
| Gorica (Velika Gorica) | 90:89 | Ribola Kaštela (Kaštel Sućurac) |

### Četvrtzavršnica
Igrano 30. prosinca 2014.
| klub1                  | rez.   | klub2                 |
| ---------------------- | ------ | --------------------- |
| Zagreb                 | 71:72  | Zadar                 |
| Gorica (Velika Gorica) | 86:95  | Kvarner 2010 (Rijeka) |
| Alkar (Sinj)           | 74:77  | Cibona (Zagreb)       |
| Zabok                  | 61:106 | Cedevita (Zagreb)     |

### Završni turnir
Igra se 18. i 19. veljače 2015. u Vukovaru u Sportskoj dvorani Borovo Naselje
| klub1             | rezultat      | klub2                 |
| poluzavršnica     | poluzavršnica | poluzavršnica         |
| ----------------- | ------------- | --------------------- |
| Cedevita (Zagreb) | 104:68        | Kvarner 2010 (Rijeka) |
| Zadar             | 82:74         | Cibona (Zagreb)       |
|                   |               |                       |
| završnica         |               |                       |
| Cedevita (Zagreb) | 86:82         | Zadar                 |

## Poveznice
- A-1 liga 2014./15.
- A-2 liga 2014./15.
- B-1 liga 2014./15.
- C liga 2014./15.